# میرزا احمد کفایی
میرزا احمد کفایی فرزند آخوند خراسانی(زادهٔ ۱۲۶١ در نجف _ درگذشتهٔ ۶ دی ١٣۵٠ در مشهد) فقیه و مجتهد اصولی و از روحانیان شیعه اهل ایران بود.

## زندگی‌نامه
وی به سال ١٢۶١ در نجف متولد شد.او برادر کوچکتر میرزا مهدی خراسانی و محمد آقازاده خراسانی، برادر بزرگتر حسن کفائی و پدر جعفر و حمید کفائی و فرزند آخوند خراسانی از روحانیون به نام شیعی است.
میرزا احمد دروس مقدماتی و حوزوی را نزد استادانی چون شیخ ابراهیم دشتی، ابوالحسن اصفهانی و دروس معقول و منقول را نزد آيت‌الله احمد شیرازی آموخت. 
وی همچنین ده سال نزد پدرش دروس حوزوی را فراگرفته و به حکم پدر محمدکاظم آخوند خراسانی به درجه اجتهاد رسید.
احمد کفایی در کنار پدرش در جنبش مشروطه حضور فعال داشت. 
او همچنین از حامیان انقلاب مردم عراق علیه انگلیسی‌ها در کنار میرزای شیرازی بود.

## درگذشت
میرزا احمد کفایی در ۶ دی۱۳۵۰ شمسی مصادف با ۸ ذی القعده ۱۳۹۱، در سن ۸۹ سالگی در مشهد درگذشت و پیکرش را در رواق دارالسعاده حرم امام رضا در کنار برادرش میرزا مهدی خراسانی به خاک سپردند.

## فرزندان
- ‌جعفر کفائی، نماینده مجلس شورای ملی [۵]
- حمید کفائی ، نماینده مجلس شورای ملی [۶]
- عبدالرضا کفایی، روحانی و مدرس حوزه علمیه  [۷]